# Friedrich Melchior Grimm
Pour les articles homonymes, voir Grimm.
Friedrich Melchior, baron von Grimm, né à Ratisbonne le 26 septembre 1723 et mort à Gotha le 19 décembre 1807, est un diplomate et homme de lettres bavarois d’expression française.

## Biographie
Fils d'un pasteur luthérien de Ratisbonne, Jean Melchior Grimm (1682 – 1749) et de son épouse Sibylle Koch (1684 – 1774), Grimm commença à écrire dès le lycée et commença une assez longue correspondance avec Johann Christoph Gottsched et son épouse. À l’âge de 19 ans, il adapta le roman Die asiatische Banise de Heinrich Anselm von Ziegler und Kliphausen au théâtre. Enthousiasmé, Gottsched publia la pièce dans sa Deutsche Schaubühne (Leipzig, 1741–1745) l’année suivante, mais l’essai de la faire jouer fut un échec tant artistique qu’économique : cette production en cinq actes et en vers fut critiquée par Lessing et sifflée par le public. Désormais, Grimm se consacra surtout à l’explication, la critique et la traduction d’ouvrages français, s’occupant particulièrement des œuvres de Voltaire qui s’écriera un jour, en parlant de lui : « De quoi s’avise donc ce Bohémien d’avoir plus d’esprit que nous ? »
Il poussa ses études assez loin à l’université de Leipzig, où il fut l’élève du professeur Johann August Ernesti, qui lui communiqua son goût pour la littérature classique. Après des études de droit public, il fut précepteur d'Adolph Heinrich v. Schönberg, le fils du comte d'Empire Johann Friedrich v.Schönberg qui était l'ambassadeur de la Saxe electorale à la diète de Ratisbonne. Il l'accompagna à Paris en janvier 1749. Il se mit d'abord au service du prince de Saxe-Gotha dont il devint le lecteur. Puis il fut nommé secrétaire du comte August Heinrich von Friesen. Il ne tarda pas à se faire connaître des milieux littéraires, grâce au Petit Prophète de Boehmisch-Broda, une satire où il prenait la défense de l’opéra italien. Peut-être avait-il moins de goût pour l’opéra italien que pour l’actrice. Introduit dans le monde par Rousseau, il fréquenta assidûment le salon de Louise d'Épinay dont il fut l’amant (1753) après avoir été celui de la cantatrice Marie Fel, situations qui seront pour beaucoup dans l’ascension sociale d’un homme sans parchemins ni rentes qui devait finir par s’appeler plus tard M. de Grimm, puis le baron Grimm.
Le comte de Friesen, neveu du maréchal Maurice de Saxe, le prit pour secrétaire et pour confident en 1750 jusqu'à sa mort en 1755, et lui alloua des appointements qui le mirent à même d’offrir, chaque semaine, à ses amis intimes des diners auxquels assistèrent entre autres Marmontel et Rousseau. Grimm avait en lui l’étoffe d’un mondain, d’un conseiller aulique, d’un diplomate : partisan du faste et de la galanterie, il recherchait les femmes, qui ne le repoussaient pas trop. Il avait pourtant un extérieur médiocre, des yeux proéminents, une épaule un peu forte, le nez de côté, (du bon côté, à ce que raconte Meister, un de ses familiers) : l’art comblait en lui les lacunes de la nature. Aussi, son caractère opiniâtre ainsi que sa manie de se farder pour tenter de remédier aux ravages de l’âge, l’avaient fait surnommer par le vieux libraire Jean-Vincent Caperonier de Gauffécourt (1692-1766) en riant « Tyran le Blanc ».
D'avril 1756 à septembre 1757, Grimm agit comme secrétaire de Louis Charles César Le Tellier, comte et futur duc d’Estrées, alors que ce dernier a été dépêché par Louis XV comme plénipotentiaire à Vienne pour négocier le traité d'alliance entre la France et l'Autriche signé à Vienne le 28 février 1757. Avec l'aide de ses amis Diderot, et Mme d'Epinay, Grimm rédige la Correspondance littéraire, philosophique et critique, de 1753 à 1773, une feuille manuscrite, chronique de la vie intellectuelle parisienne qu’il adresse aux souverains étrangers, notamment Catherine II de Russie. Il écrit par ailleurs dans le Mercure de France.

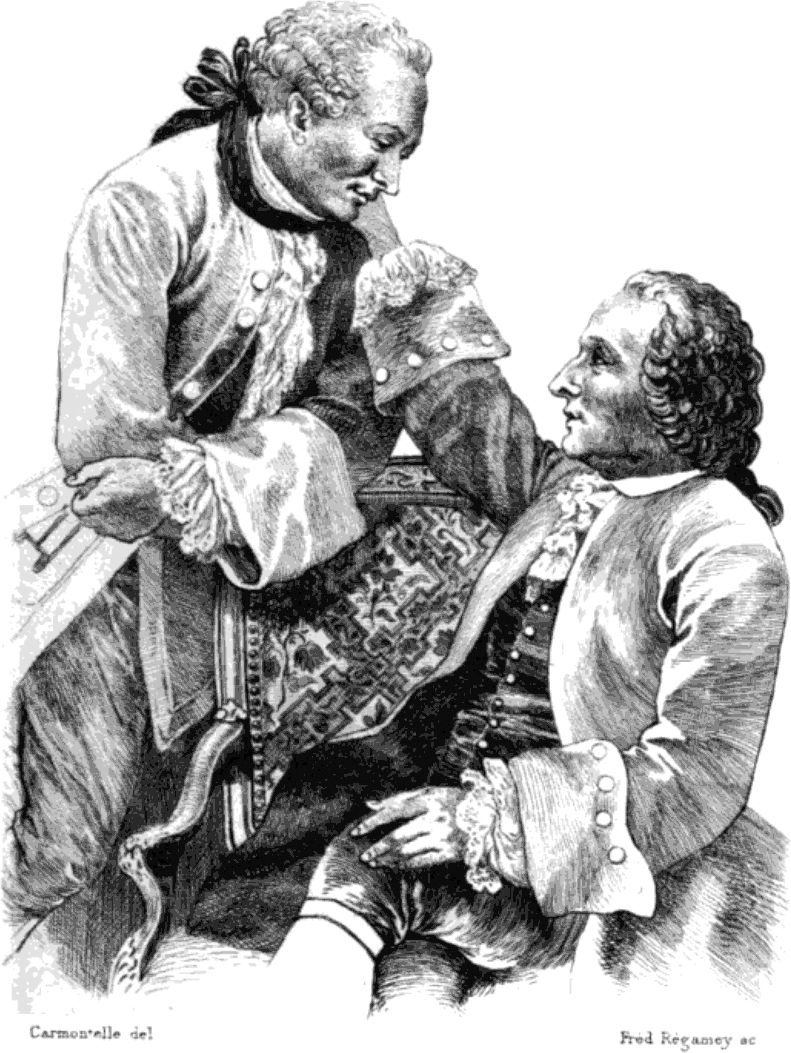
Denis Diderot avec Frédéric Melchior Grimm, Friedrich Melchior Grimm. Dessin de Louis Carrogis.

Critique littéraire et surtout musical honorable, Grimm n’a cependant pas laissé de traces dans l’histoire de la littérature. Sa grande sociabilité, sa capacité à se situer intelligemment entre le monde des Lumières parisien et les cours éclairées d’Europe, mais aussi ses dons de séducteur, lui ont assuré une réussite que beaucoup jugent imméritée. Ainsi Marc Fumaroli juge qu'« en réalité, sauf en musique où cet Allemand avait ses propres lumières, Frédéric Melchior Grimm était avant tout une habile éponge, qui sut assez bien pasticher le tour railleur de ses amis parisiens pour pouvoir briller dans les « compagnies » et épater les cours étrangères. »
Cette impression est très largement partagée par son contemporain, Rousseau, qui lui reprocha de jouer au grand seigneur, de tutoyer insolemment ses domestiques, de leur jeter son argent à la tête, de se laver et de se baigner à l’excès, de se nettoyer les ongles plus qu’il ne convenait à un citoyen libre, de remplir de céruse le creux de ses joues amaigries, à la façon d’une petite-maitresse ou d’une coquette surannée : « Voilà comment, après m’avoir si longtemps trompé, cet homme enfin quitta pour moi son masque, persuadé que, dans l’état où il avait amené les choses, il cessait d’en avoir besoin. Soulagé de la crainte injuste envers ce misérable, je l’abandonnai à son propre cœur, et cessai de penser à lui. »
Il reçoit le jeune Mozart lors de son second voyage à Paris dans les salons de Mme d'Epinay. Il accueille la famille Mozart (Léopold, Marie-Anna son épouse, Wolfgang et Nannerl), lors de leur premier séjour parisien en 1763-1764, en son hôtel de Beauvais, rue François-Miron à Paris.
Après qu’il eut abandonné sa Correspondance littéraire, Grimm voyagea dans toute l’Europe (Russie, Allemagne, Danemark, Italie, Prusse…) où il sera choyé et avantagé de différentes manières. Il servira d’ambassadeur (chargé, pour 24 000 livres de rente, de défendre les intérêts de Francfort à Paris), d’entremetteur, et pour finir, l’Impératrice Marie-Thérèse d’Autriche le fera baron en 1774. Il a été le sujet de la Lettre apologétique de l'abbé Raynal à monsieur Grimm de Diderot. Le sentiment de Diderot se confirmera d’ailleurs à la Révolution : Grimm s’empressera de quitter la France et de dénigrer la Révolution.
En 1791, Grimm fait un bref retour à Paris pour récupérer ses biens avant que ceux-ci ne soient confisqués par la Révolution dont il n’embrasse pas les principes. Il s’installe à Hambourg, où il est ministre pour Catherine II, puis à Gotha et meurt presque aveugle dans un relatif oubli.
Il était le frère d’Ulrich Grimm qui devint plus tard surintendant de Ratisbonne et l’ancêtre de Karl von Grimm qui fut président de la société coloniale allemande.